# Rectoria de Llabià
La Rectoria de Llabià és una obra gòtica de Llabià, al municipi de Fontanilles (Baix Empordà), inclosa a l'Inventari del Patrimoni Arquitectònic de Catalunya.
Edifici de dues plantes situat dins el conjunt medieval del Carrer Major, amb coberta a dues aigües cap a les façanes laterals, construïdes amb teula àrab.
Els murs que formen l'estructura portant, són de pedra. Edifici mitjaner en la seva banda esquerra.
Cal destacar la seva porta gòtica a la façana principal.